# Cueva de los Verdes

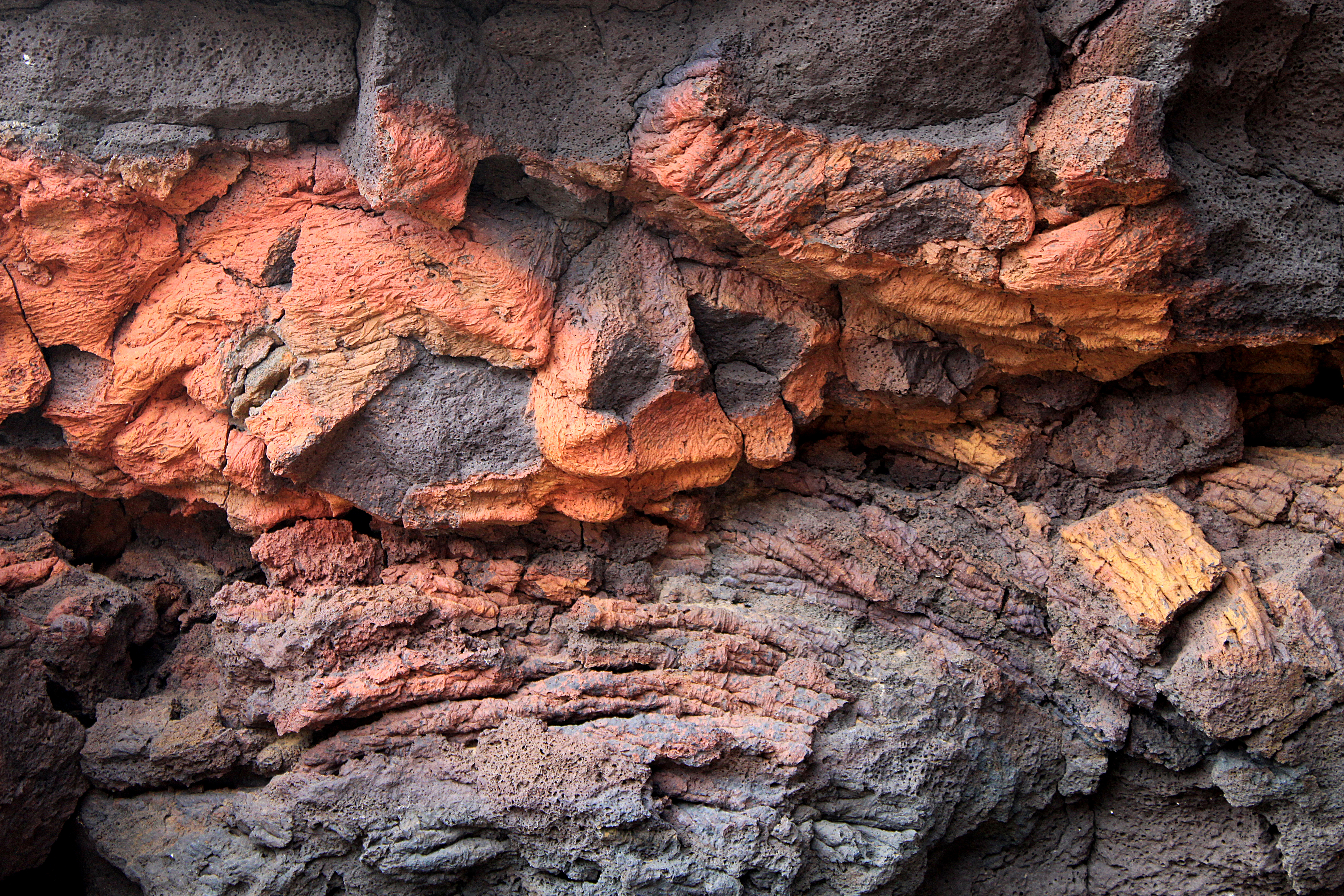
Oxidált, hólyagos bazaltláva a barlang falában

A Cueva de los Verdes (los Verdes barlang) Lanzarote szigetének egyik fő látnivalója; egy egykori lávacsatorna. Nevét arról a los Verdes családról kapta, amelynek tagjai búvóhelynek használták.
A lávabarlang mintegy 3000 éve, a La Corona vulkán kitörésekor keletkezett.
Magassága és szélessége is meglehetősen állandó; mindkettő körülbelül 15 m. Szárazföldi hossza 6 km; ebből a turisták számára kiépített szakasz 2 km. A tenger színe alatt további 1400 m hosszan folytatódik.
A turisztikai látványt a képződmények megvilágításának különlegességei fokozzák.